# Autopilot
En autopilot (også automatpilot og forkortet AP) er et stykke elektronik der bruges i flyvemaskiner: Den er forbundet med flyveinstrumenterne så den kan aflæse bl.a. højde og retning, og med bl.a. flyvemaskinens styreflader (gennem f.eks. hydraulik) så den derigennem kan styre flyet.
- Højde: Autopiloten kan indstilles til at holde en given flyvehøjde, og hvis flyet ikke befinder sig i den rette højde; stige eller falde i et givent tempo indtil den ønskede højde er nået.
- Retning: Autopiloten kan sættes til at følge en bestemt kompasretning ved hjælp af flyets retningsgyro, et radiosignal fra et VOR-radiofyr, instrumentlandingssystemet ved en landingsbane eller en planlagt rute kodet ind i et GPS-navigationssystem.
- Hastighed: I større fly er autopiloten også forbundet med motoren/-erne, så den kan sættes til at opretholde den mest brændstoføkonomiske flyvefart.
- Vertikal fart: Autopiloten kan stilles til at flyve med en bestemt vertikal (lodret) fart. således kan man bestemme hvor mange fod (som er standardmåleenheden i flyvemaskiner) flyet skal stige eller dykke. Den normale fart for et dyk eller en stigning er 1000 til 1800 fod/min..

Autopiloten anvendes til for den menneskelige pilot trivielle opgaver, hvor det populært sagt handler om at "flyve efter visere", dvs. lave fortløbende, små korrigeringer for højde og retning så nogle visere (for højde, retning, instrumentlandingssystem e.a.) bliver stående hvor de skal.
Med de fleste autopiloter kan piloten indstille radioen, så flyet lander fuldstændigt selv. dette kan være nyttigt hvis vejret er tåget, eller det blæser kraftigt. Teknikken kaldes ILS